# The Walt Disney Company Italia
The Walt Disney Company Italia é a subsidiária da Walt Disney Company na Itália que é responsável pelas produções da Disney no mercado italiano. A empresa Disney foi fundada em 1923 por Walt Disney e em 1932 na Itália.